# 梁無相
梁無相（1930年—），原名梁慕荷，廣東省新會縣人，別號「茄皇」（『茄』讀平音），7歲時已與胞姊梁無色出身於歌壇之女伶，以擅唱「新馬腔」見稱。受班政家李少芸先生賞識，聘用為「大金聲劇團」的粵劇《薛丁山夜祭樊梨花》之文武生，使她一雷天下響，後伶影雙棲，從銀幕處女作《含笑飲砒霜》（1947年）至息影《紅梅仙借屍還魂記》（1962年，飾葉茂青）共拍約30齣電影。在舞臺上有以「反串」為角，在那時期以反串出名，還有任劍輝，鄧碧雲等，梁無相亦不時以女兒身演出，演任何角色也十分出色。香港政府輔政司署在1960年12月23日刊登憲報，公布核准粵劇紅伶梁無相（梁慕荷）及黃千歲（黃芬）歸化英國國籍。
梁無相和姊姊梁無色是歌壇姊妹花，小時侯得京劇票友指導已常作慈善演出，在舞台上演京戲。無色唱子喉，無相習平喉，小小年紀已深得戲迷喜愛。香港淪陷後，她們舉家逃到廣州，為生活登台獻唱。
無相不但擅唱，對各種樂器和掌板都得心應手。戰後新馬走紅劇壇，無相亦習其唱腔。由於無相和新馬同樣可唱京戲，把握了行腔運氣的竅門，所以無相唱新馬腔，深得神髓，被譽為「小新馬」。她替唱片公司灌錄過不少暢銷唱片。
1952年梁無相得譚伯葉推介給李少芸，在大鳳凰首踏台板，和白玉堂、薛覺先等名伶合演《生包公夜審郭槐》、《七殺楊家將》。因為她的唱腔幾可亂真，所以不少片商請她拍電影，實行伶影雙棲。
無相參加過金聲、大金聲、新女兒香、新龍鳳、順利年、寶寶等劇團，合作過的花旦有余麗珍、鄧碧雲、陳露薇、鄭碧影、陳艷儂、黃金愛等。名劇有《生御貓三氣錦毛鼠》、《光棍姻緣》、《秦宮生死恨》、《龍鳳燭前鶼鰈淚》、《雄寡婦》等。
當年學新馬腔最成功是梁無相， 出道不久就有能力與新馬師曾打對台，包括實力和叫座力。梁男裝扮相，多了幾分骨子味即所謂官仔骨骨，是其優點 。

## 朋友及徒弟
- 梁無相與粵劇紅伶陳露薇在1953年11月12日（星期四）為香港島西環干諾道中126號「亞洲酒店餐廳」作開幕剪綵[7]。

- 梁無相與很多粵劇花旦曾合演，如鄭碧影，羅豔卿等。在改編自1952年唐滌生編劇同名戲寶「夜夜念奴嬌」一喜劇中，與鄧碧雲多翻作反串裝扮，片中主張男女平權，批判迷信思想和賣買式婚姻，諷刺到位，毫不過時，兩大老倌顛鸞倒鳳，同場較技，是一部不容錯過的好劇。[8]

- 據梁之母親所述，無相是一個樂觀派的女子，是一個極孝順的女兒，她愛好清靜，很多時在家少外出。[9]。

- 臺灣省「藝霞歌藝團」的陳淑芬、小咪及高梅是梁無相的粵曲徒弟，教導《光緒皇夜祭珍妃》、《帝女花》、《萬惡淫為首》及《臥薪嘗膽》等多首著名粵曲[10]。

## 演員 (28部) 及 演唱曲目
- (1947) 含笑飲砒霜
- (1951) 新梁山伯與祝英台 ...文心
- (1952) 光緒王夜祭珍妃 ...光緒王
- (1952) 新薛丁山三氣樊梨花 ... 史丁山
- (1952) 歌唱胡不歸 ... 文萍生
- (1952) 兩個刁蠻女三戲蕭月白...廖露露
- (1953) 捷足先得 ... 王相
- (1953) 光棍姻緣 ... 梁珠
- (1954) 假鳳鶯迷
- (1954) 人望高處 ... 梁家全 / 梁惠蘭
- (1954) 好女十八嫁 ... 李錦生
- (1955) 戲王之王 ... 瑞
- (1955) 梁山伯與祝英台 ... 梁山伯
- (1955) 蘇小妹三難新郎 ... 秦少游
- (1955) 背解紅羅 ... 分飾 漢宣帝, 太子
- (1955) 金生桃盒
- (1955) 陳世美與秦香蓮 ... 陳世美
- (1955) 棒打薄情郎 ... 莫穗
- (1956) 夜夜念奴嬌 ... 任奴嬌
- (1956) 黃飛鴻三戲女鏢師 ... 金月娘
- (1956) 陶三春困城 ... 趙匡胤
- (1956) 真假白金龍 ... 白金龍 / 白金郎
- (1956) 陳萬年再世姻緣 ... 陳萬年
- (1957) 八美戲狀元 ... 柳遇春
- (1957) 陰陽扇 ... 太子俊安
- (1957) 胭脂馬三鬥黃飛鴻
- (1957) 鐵咀雞水鬼陞城隍
- (1962) 紅梅仙借屍還魂記 ... 葉茂青

獨唱曲目
- 龍鳳燭前鶼鰈淚
- 夕陽紅杏影殘粧
- 光緒皇夜祭珍妃
- 小情僧偷祭葬花墳
- 窮途落魄歌

（反吸毒義唱現場錄音）
- 異國情花
- 禪房夜怨
- 夜吊秋喜

合唱曲目      合唱者
- 小喬戲周郎....紅線女
- 倫文敍.......鄧碧雲
- 三月杜鵑魂....余麗珍
- 帝苑春心化杜鵑.余麗珍
- 誘惑.........鳳凰女
- 美人如玉劍如虹..呂紅
- 同命鴛鴦.......呂紅

## 外部連結
- [https://m.youtube.com/watch?v=rTEje3n1Jxg 梁無相女裝演出三戲蕭月白歌唱片斷］